# Клопман, Фридрих Сигизмунд фон
Фридрих Сигизмунд фон Клопман (нем. Friedrich Siegmund von Klopmann; 1787—1856) — курляндский политик, писатель
 и генеалог.
Образование получил в школе в Кёнигсберге, в Митавской гимназии и Гёттингенском университете, окончив последний по юридическому факультету в 1808 году. С 1810 года начал службу в земских учреждениях Курляндии — сперва в Бауске, затем в Митаве, в 1818—1819 годах — гауптман Кандавы, в 1819—1820 годах — исполняющий обязанности гауптмана в Туккуме, в 1820—1826 годах — гауптман в Доблене, затем до 1834 года — обер-гауптман Митавы. В 1834 году назначен курляндским ландмаршалом и в 1842 году — президентом курляндской консистории.
Он много занимался историей и древностями своего края, был в числе учредителей общества истории и древностей остзейских провинций, директором курляндского провинциального музея, почётным членом Императорской публичной библиотеки и нескольких местных учёных обществ. В 1836 году он принимал участие в работах комитета, учреждённого в Петербурге для кодификационных работ по составлению провинциального кодекса остзейских провинций.
В изданиях учёных обществ, членом которых Клопман состоял, он поместил, в частности, следующие работы:
- «Peters des Grossen Anwesenheit in Kurland im Jahre 1697»,
- «Ueber die Freidauern in Kurland»,
- «Nachrichten über ben Mitauschen Kalender»,
- «Das Adels-Diplom und die Verwandtschaftstafel der Familie Bühren, später Biron genannt».